# Курья (Кытмановский район)
Курья — село в Кытмановском районе Алтайского края. Входит в состав Кытмановского сельсовета.

## История
Основано в 1727 году. В 1928 году деревня состояла из 136 хозяйств, основное население — русские. В административном отношении входила в состав Петрушинского сельсовета Верх-Чумышского района Барнаульского округа Сибирского края.

## Население
| 1926 | 1997 | 1998 | 1999 | 2000 | 2001 | 2002 | 2003 | 2004 | 2005 |
| ---- | ---- | ---- | ---- | ---- | ---- | ---- | ---- | ---- | ---- |
| 701  | ↘226 | →226 | ↘215 | ↘207 | ↘202 | →202 | ↘190 | ↘168 | ↘157 |
| 2006 | 2007 | 2008 | 2009 | 2010 | 2012 | 2013 |      |      |      |
| ↗159 | ↗163 | ↘155 | ↘151 | ↘145 | ↘144 | ↘126 |      |      |      |

### Национальный состав
Согласно результатам переписи 2002 года, в национальной структуре населения русские составляли 91 %.